# Technomyrmex vitiensis
Technomyrmex vitiensis es una especie de hormiga del género Technomyrmex, subfamilia Dolichoderinae. Fue descrita científicamente por Mann en 1921.
Se distribuye por Comoras, Kenia, Madagascar, Mauricio, Mayotte, Reunión, Seychelles, Brasil, Guayana Francesa, Estados Unidos, Bangladés, Borneo, India, Indonesia, Malasia, Birmania, Filipinas, Tailandia, Bélgica, República Checa, Dinamarca, Países Bajos, Suiza, Fiyi, Polinesia Francesa, Hawái, Nueva Caledonia, Niue, Samoa, Islas Salomón y Vanuatu. Se ha encontrado a elevaciones de hasta 1187 metros. Vive en microhábitats como la vegetación baja, ramas muertas, madera podrida y nidos.